# اولریش بیزینگر
اولریش بیزینگر (به آلمانی: Ulrich Biesinger) بازیکن فوتبال و هافبک اهل آلمان است که از سال ۱۹۵۴ میلادی عضو تیم ملی فوتبال آلمان بوده‌است. وی در ۷ بازی ملی حضور داشته‌است و آخرین بازی ملی خود را در سال ۱۹۵۸ میلادی انجام داد. اولریش بیزینگر در بازی‌های ملی‌اش ۲ گل به ثمر رساند.